# Anisopleura trulla
Anisopleura trulla är en trollsländeart som beskrevs av Hämäläinen 2003. Anisopleura trulla ingår i släktet Anisopleura och familjen Euphaeidae. IUCN kategoriserar arten globalt som otillräckligt studerad. Inga underarter finns listade i Catalogue of Life.